# ロドリゴ・ドゥテルテ
ロドリゴ・ロア・ドゥテルテ（英語: Rodrigo Roa Duterte、1945年3月28日 - ）は、フィリピンの政治家。同国第16代大統領（在任：2016年6月30日 - 2022年6月30日）。かつて検察官、ダバオ市長（7期）などを務めた。

## 人物
1945年3月28日にレイテ島のマアシンに誕生した。父親ビセンテは法律家、母のソレダッドは学校教師という家庭に育ち、幼少時にダバオに移った。父はフェルディナンド・マルコス政権で内務相を務めたが、ドゥテルテはマルコスの英雄墓地への埋葬を主張し、マルコスの遺族からも支援を受けていた。
大学時代の恩師はフィリピン共産党の創設者で毛沢東主義者のジョマ・シソンであり、シソンからは大統領選挙での支持も受けている。また、共産党員を閣僚に起用する案を掲げるなど、共産党との協力にも積極的である。大統領就任後は新人民軍との間で、無期限の停戦合意にも成功している。
10代の頃には喧嘩に明け暮れていて、度々刑務所に出入りをしていた。そして16歳の時には喧嘩で人を刺殺したと語っている。
大学卒業後は法科大学院に進む。在学中に同級生から少数民族の出自をからかわれ、この同級生を大学の廊下で銃撃する事件を起こしたが退学は免れた。ダバオの検察官として約10年働いた後、政界に進出した。
母方の祖父が福建省出身の華人で呂（Roa）という名字を名乗っており、母親の旧姓もRoaであった。ドゥテルテも中国語についても「聴いてて理解できる」と語っており、前述の外祖父が中国人であると発言している。
タガログ語・ビサヤ語・英語を話すことができ、ミンダナオ島で地元民に語りかける時にはビサヤ語を使う。
自身の性的少数者の権利などに関する意見は一貫しておらず、度々意見は変わっているが、本人は元妻のエリザベス・ジマーマンに出会う以前まで同性愛者だったと言い、「（元妻の）ジマーマンとの関係を始めて、そうだこうでなければと思った。私は再び男になったんだ」として「私は自分で（同性愛を）治した」と発言した。
2019年10月に難病の重症筋無力症を患っていることを明かしている。

## 政治経歴（大統領就任以前）

### ダバオ市長など
1988年2月ににダバオ市長に選出され、1992年と1995年に改選されて3期務めた。4期以降は憲法の多選禁止規定に引っかかるため、1998年6月にダバオで初となる下院議員となり、2001年6月まで務める。2001年6月に再びダバオ市長に立候補して当選し、2004年と2007年に改選されて3期務め、その任期は合計で6期に渡る。
2010年6月のダバオ市長の改選では憲法の多選禁止規定により、ドゥテルテ自身は立候補できず、娘のサラ・ドゥテルテを立候補させて当選し、ドゥテルテは副市長に就いた。2013年6月の市長選挙で再び出馬して当選し、7期目の市長を務めることとなった。
ドゥテルテ執政下のダバオは記録的な好況を実現し、タクシーのボッタクリが無くなるなど、治安の改善を実現した。ダバオ観光局はフィリピンでも最悪の犯罪発生率を劇的に軽減させることに成功し、「東南アジアで最も平和な都市」を標榜している。
ダバオ市長在任中のドゥテルテは、私財を投じて「人類は皆家族」という自らのメッセージを刻んだ「日比友好の碑」を建立した。この碑は日本人も埋葬されているミンタル墓地にある。
ダバオはドゥテルテの暗黙の容認の下で「ダバオ・デス・スクワッド」と呼ばれる自警団組織が犯罪者を超法規的措置による私刑で殺害しており、人権団体やアムネスティ・インターナショナルがドゥテルテの手法を批判している。タイム誌はドゥテルテのことを「処刑人」と記述した。
ドゥテルテはこのような不法な殺人について、自身の如何なる関与も否定しているが、2015年のクリスマス直前にはビデオメッセージで「犯罪者たちよ、これがお前たち最後のメリークリスマスだ」と大統領選挙に向けて意気込みを語り、フィリピンで話題となった。
後に明かした所によると、ドゥテルテは市長時代に警察官達に手本を示すために大型バイクで路地をパトロールし、喧嘩やいざこざを探し回って犯罪者と見られる人々を自ら殺害していたという。市長時代には3人の犯罪容疑者を射殺したと発言している。また、強姦殺人容疑の中国人の男性をヘリコプターから投げ捨てたこともあると発言している。

## 大統領

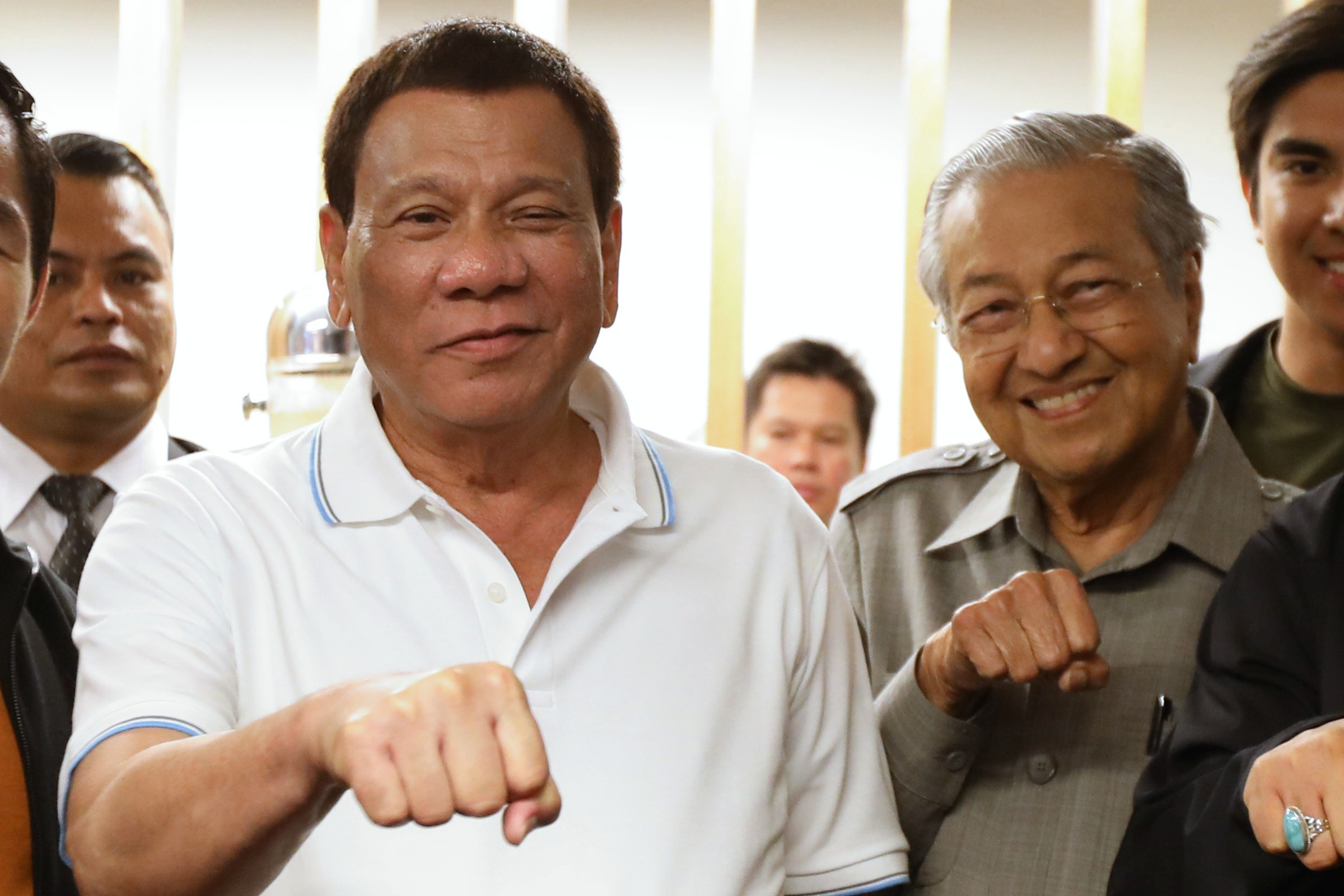
マレーシアのマハティール・ビン・モハマド首相と（2018年7月15日）

2016年フィリピン大統領選挙については2015年10月の時点では不出馬を表明し、同時期に実施されるダバオ市長選挙にも出馬しないとしていた。しかし、同年11月には一転して大統領選挙への出馬を表明した。
選挙戦中は同時期に進行していた2016年アメリカ合衆国大統領選挙に立候補する共和党候補者を選出する予備選挙で過激な発言を行う人物として注目されていた共和党のドナルド・トランプになぞらえ、「フィリピンのトランプ」とも揶揄された。
しかし大統領選挙に勝利し、当選後の会見では「冗談であった」とするなど選挙期間中の過激な発言を修正し始めている。
その後は6月30日に大統領に就任した。就任式では国民に対して「より良いフィリピンを作ろうではないか」と呼びかけ、「前途は多難だ。が、私を信じてついてきてほしい。皆で一丸となって、この荒波に向かって一歩踏み出そう。」と述べた。　
2016年10月25日から27日にかけて日本を訪問（大統領就任後では初の訪問）。27日に天皇との面会が予定されていたが、その日に三笠宮崇仁親王が薨去したため、面談は急遽中止となった。なお、天皇は同年1月に1989年1月の即位後初めてフィリピンを訪問していた。2017年10月29日から31日にかけて日本を訪問し、31日に天皇と初めて面会した。
2020年9月の世論調査の時点でドゥテルテの支持率は91パーセントと高水準である。2019年5月13日に行われたドゥテルテ政権として初の中間選挙では、22日に中央選挙管理委員会の公式発表により、大統領派が上院下院ともに大勝したことが明らかになった。この選挙では「大統領の魔法」と評される。ジャーナリストの石山永一郎はドゥテルテ政権が国民から支持を受けているのは秩序の回復によるものと指摘している。
2022年の大統領選挙については副大統領選挙への出馬の意思を示していたが、憲法違反に当たるとの批判を考慮し、出馬を撤回して政界からの引退を表明した。

### 超法規的殺人指令問題
2016年6月の大統領就任前から麻薬撲滅のために厳しい態度で臨むことを表明しており、就任後の施政方針演説では「麻薬王や資金源、密売人の最後の一人が自首するか、あるいは投獄されるまでやめない。彼らが望むならあの世に葬り去ってもよい」と公言した。もっともこの発言は人権上問題がある発言であるが、ドゥテルテは「人権に関する法律など忘れてしまえ。私が大統領になった暁には市長時代と同じようにやる。麻薬密売人や強盗、それから怠け者共、お前らは逃げた方がいい。市長として私はお前らのような連中を殺してきたんだ」として、人権を事実上無視するとしている。
実際に麻薬犯罪に関わる容疑者を裁判にかけること無く、逮捕の現場で射殺する事件が2016年6月の就任後わずか1ヶ月余りで1800件が発生している。9月18日に麻薬取引に関与する者が多すぎて「全員を殺しきれない」と述べ、厳しい取り締まりを6か月延長することを発表し、就任から半年後の12月21日には麻薬戦争の死者が6182人に達した。
2016年7月7日の演説においてドゥテルテは、フィリピンの麻薬王の1人と疑われる実業家のピーター・リムについて、「彼（リム）は飛行機から出てきた瞬間、命を落とす」と発言し、15日に南部ダバオの麻薬取締局で面会を果たした。その際にリムに対して面と向かって「殺すぞ」「処刑するよ……始末するよ」と脅し、リムに麻薬から手を引くよう警告した。
腐敗警官の対処などにも超法規的殺人を利用することを考えており、2018年8月9日までに重罪犯罪に加担した疑惑で捜査を受けているフィリピン国家警察に警察102人をマラカニアン宮殿に呼び付け、「犯罪行為を続けるのなら殺害する」と脅した。
外国人に対しても超法規的殺人は適応する方針で、大韓民国の暴力団がセブで売春・麻薬密売・女性の拉致を行っているという情報を得た際には、「彼らは外国人だという理由で特権を持つ訳では無い」と述べ、「売春業と麻薬売買など違法行為をする韓国人をフィリピン犯罪者と同じように扱う」として、当該暴力団員を射殺する可能性もあると警告した。
自身の息子である政治家のパオロ・ドゥテルテの麻薬密輸についての疑惑が出たときには、「私の命令は前に言った通りだ。『私の子供たちが麻薬にのめり込むなら、彼らを殺せ。そうすれば誰も文句は言えまい』」「だから私は息子に言った。『お前が逮捕されるようなことがあれば、殺すよう命じた。もしそれが事実ならば、私はお前を殺した警察官を守るつもりだ』」と語り、息子の麻薬密輸関与が事実であれば、警察官に殺害することを命令し、殺害を実行した警察官は訴追されないと述べた。
なお、超法規的殺人を実行するのは警察官だけではなく、警察官から指示を受けて主婦などの一般人が実行する場合がある。その際には、1人殺すと多くて2万フィリピン・ペソの報酬を得ることができる。
麻薬戦争における過剰とも言える取り締まりは国際刑事裁判所(ICC)による捜査の対象となり、ドゥテルテは大統領退任後の2025年3月11日に逮捕されることになる（後述）。

## 他国との関係

### 国際連合
上記の人権蹂躙についてアムネスティ・インターナショナルは繰り返し警鐘を鳴らし、2016年8月5日に虐殺の即時中止を求める緊急行動要請を発表している。さらに国際連合人権高等弁務官事務所も、2016年8月18日に「超法規的な処刑から国民を守るため必要な措置を取ることを求める」声明を発表した。
これに対してドゥテルテはこうした警告に強く反発し、一時は国際連合の脱退をほのめかし、かつてのインドネシアで「第二国連」を掲げたスカルノのように、中華人民共和国と共に国際連合に代わる新しい国際機関を設立することも示唆した。国際連合の潘基文事務総長との会談も拒否し、「馬鹿者」と罵倒している。外務大臣のパーフェクト・ヤサイ・ジュニアは、一連の発言は国際連合に対する深い失望や苛立ちを表現したもので、脱退することはないと国際社会に説明するなど、ドゥテルテの発言の火消しに追われた。
2018年3月にドゥテルテの麻薬撲滅戦争を批判している国際連合人権高等弁務官事務所のゼイド・ラアド・アル・フセイン弁務官がドゥテルテのことを「精神鑑定」が必要と言ったことに関して、ドゥテルテは周囲から反論を控えるよう言われていたが、後の4月3日の演説中に「おい、売春婦の息子、俺が精神科医に診てもらう必要があるだと？」「精神科医は『あなたは大丈夫だ。ただ罵るのが好きなだけだ』と言っていたぞ」と発言し、さらにゼイド弁務官に対して「見ろ、お前の頭は大きいが空っぽだ。頭脳が無い。空洞だ。空っぽだ。髪を伸ばす栄養分すら無い。何故ならほら、ハゲているから」と非難した。
2019年3月17日にフィリピンは、国際刑事裁判所から正式に脱退した。ドゥテルテの麻薬撲滅戦争において多数の死者が出ており、国際的な批判が高まったことから予備調査を開始したことに対する反発とされている。

### アメリカ合衆国
2016年9月に人権蹂躙をやめるよう訴えたアメリカのバラク・オバマ大統領を、タガログ語で最大級の侮蔑語である「売春婦の息子」を意味する「プータン・イナ（Putang ina）」という表現で侮蔑するなどの行為を繰り返した。こうした差別的な姿勢は問題であるばかりか、アメリカの大統領への侮蔑とも取られ、ラオスで開催されたASEAN地域フォーラムでの米比首脳会談は中止に追い込まれており、後にドゥテルテ大統領はこの侮蔑発言に後悔の念を示したものの、オバマと会談する最後の機会だったアメリカ・ASEAN首脳会議は欠席した。2016年9月にはフィリピン南部のミンダナオ島に駐留するアメリカ軍については「出て行かなくてはならない」とも発言している。
上記のようにドゥテルテにはアメリカに敵対的な傾向があったため、2017年1月に大統領に就任したドナルド・トランプも当初はフィリピン訪問にためらっていたが、同年9月のニューヨークでの日米首脳会談の際に、日本の内閣総理大臣安倍晋三から「絶対行った方が良い。あなたとドゥテルテ氏はきっとウマが合う」と促され、トランプはフィリピンの訪問を決意した。
実際の会談でドゥテルテはアメリカの軍事機密に近い情報を渡されて、麻薬戦争を称賛されたり、トランプから北朝鮮問題をめぐる中華人民共和国との仲介役も任され、トランプとの初の首脳会談でも「素晴らしい関係にある」と称賛されて、人権問題は殆ど議題にされないなど、オバマ前大統領と比較すれば非常に良好な友好関係を築いている。
2017年5月にミンダナオ島にて、ISILへの支持を明確化したアブ・サヤフがマラウィの戦いを起こすと、フィリピン政府はアメリカ軍に軍事支援を仰ぎ、アメリカの特殊部隊の支援を得ることとなり、同年11月のトランプとの米比首脳会談でも、アメリカ軍の協力でアブ・サヤフに占拠されたマラウィを奪還できたことに感謝を表明した。
2020年2月11日に国家警察長官時代にフィリピン麻薬戦争を指揮したロナルド・デラロサへの査証発給拒否を理由に、米比地位協定の破棄を発表した。アメリカ合衆国国防長官マーク・エスパーは遺憾を表明するも、トランプは「お金の節約になる。ドゥテルテとは良好な関係にある」と述べて歓迎した。

### 中華人民共和国

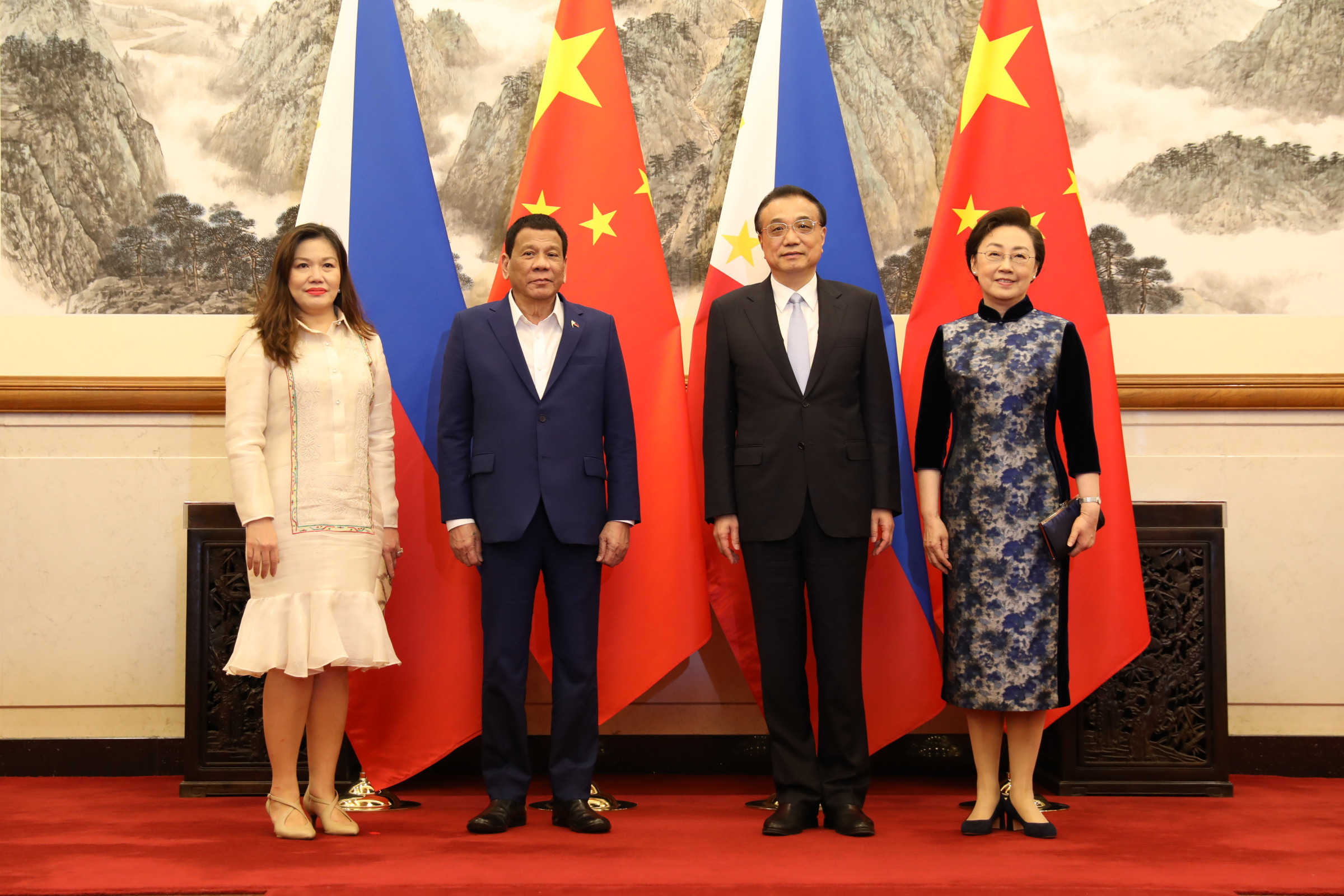
ロドリゴ・ドゥテルテ夫妻と、李克強夫妻（２０１９）

南シナ海問題をめぐっては「戦争は選択肢に無い」として、中国と2国間協議を開始するために元大統領フィデル・ラモスを特使として訪問させると発表し、南シナ海判決を不服とする中国側もこれを歓迎してラモス元大統領も受諾を表明した。麻薬中毒者を収容する大型治療センターの建設も中華人民共和国から資金援助をされている。
就任後初の施政方針演説で南シナ海を「西フィリピン海」と呼ぶ一方、「中国海としても知られている」とするなど中華人民共和国への配慮を打ち出した。同年10月20日にドゥテルテと習近平は南シナ海判決を棚上げして各方面の協力で合意した。合意によりフィリピン漁民の操業が再開され、フィリピン領となる人工島の建設を中国が開始した。この時の中国訪問に当たって徹底的な対中リップサービスを展開したという指摘があり、ニュース誌とのインタビューで「大事なのは（我々が）中国に助けを求めていることだ。そして中国に友好の手を差し伸べたい」「フィリピンの財政は緊迫している。資金に欠けて経済が発展できていない。中国の投資、中国の技術、中国のカネが必要だ」「中国の助けがなければ、フィリピンは発展できない」「南シナ海問題は議題の1つだが、言い争いの対話にはならない。強硬な要求も突きつけない。軟らかい態度で解決の方策を探りたい」「仲裁裁判所で我々は勝利した。しかし、あの海域は中国政府が中国のものだと主張しており、対立が起きている。我々は裁判所の勝利を大声で宣伝しないし、中国を怒らせるつもりもなく、すぐに中国と論争したい訳では無い。いま2つの可能性がある。対立を続けて戦争になるか、兄弟のように平和に向けた話し合いになるかだ。中国とフィリピンは近く、多くの華僑が我が国には暮らしており、対話を重ねることで我々は本当の友人になれるはずだ」「私は何も恐れない。中国は誠実な国家で、誰も欺かず、戦争を望んでいない。中国はこれだけ豊かなのに、戦争をやって発展の成果を浪費しないはずだ」と発言している。
2017年4月に予定されていた南シナ海での軍事作戦も「中国に頼まれ、大事な中国との友情を思って止めた」と発言して中止し、その後に開催された同年5月のASEAN首脳会議では議長声明から中国を非難する文言を削除し、習主席から電話会談で称賛された。また、同時期に長年ASEAN諸国が求めてきた「南シナ海行動規範」の枠組みが中国に有利な形で高官協議で合意され、同年8月のマニラのASEAN外相会議で承認された。
2017年5月1日に地元のダバオに寄港していた中国人民解放軍海軍の蘭州級駆逐艦の「長春」に中国海軍の軍帽を被って乗艦し、中国とフィリピンの両国海軍による合同軍事演習を開始することで合意した。また、寄港の際は娘のダバオ市長サラ・ドゥテルテらが歓迎式典を行った。また、同年5月14日に開催された一帯一路をテーマにした一帯一路国際協力サミットフォーラムにも出席した。中国によるフィリピンへの武器供与も受け入れており、同年5月に中国人民解放軍系の企業と新たな軍装備品の調達で合意し、同年6月には中国からの約5000万ドル相当の武器の輸送に立ち会い、同年11月にフィリピン軍特殊部隊の射撃演習を視察した際に中国から供与された狙撃銃の試射を行った。
2017年11月のASEANのフォーラムでは「南シナ海問題は触れない方が良い」と主張し、フィリピンの首都のマニラで行われたASEAN首脳会議の議長声明では核・ミサイル開発を続ける北朝鮮を脅威として「重大な懸念」を示すもそれまで掲載されてきた南シナ海問題への「懸念」の文言が消えて代わりに南シナ海行動規範の大枠合意など「中国とASEANの関係改善」への評価が盛り込まれた。同時期にマニラで開催されていた東アジアサミットの議長声明で、北朝鮮問題では「複数の首脳が非難した」「深刻な懸念」を表記し、草案では空白だった南シナ海問題で前回の議長声明にあった「複数の首脳が懸念した」ではなく、「懸念事項を議論した」という文言で日本とアメリカに配慮しつつ引き続き「中国とASEANの関係改善」も盛り込まれた。
2018年2月に中国・フィリピンビジネスクラブの創立20周年記念イベントで「フィリピンを中国の一つの省に変えることができる」「南シナ海の軍事施設は我々ではなく、アメリカに対抗するもの」と発言した。同年4月に中国のボアオ・アジア・フォーラムに出席する際には「習主席を本当に愛してる」と発言している。
2019年6月9日にフィリピンの排他的経済水域内にある南沙諸島のリード堆近くで、漁をしていたフィリピン漁船に違法操業していた中国漁船が衝突し、22人のフィリピン人漁師が海に投げ出された。6月24日に「EEZで中国が漁をしている。止めるべきでは」と記者に質問されたドゥテルテは、「中国がそうするとは思わない。何故か? 我々は友達だからだ」などと中国の行動を容認したと受け取れる発言をおこない波紋を呼んでおり、領域内の資源を守ることを定めた憲法に違反するとして、弾劾になる可能性が浮上し、フィリピンの中国大使館前で、ドゥテルテと習近平総書記（国家主席）の写真に火をつけるなどの抗議デモが起きている。このドゥテルテの発言について、フィリピンの元外務大臣アルバート・デル・ロサリオは「いつ自国民を一番に考えるようになるのか」と批判した。
2019年7月12日にアルバート・デル・ロサリオが主宰する研究所が主催するフォーラムがマニラで開かれ、デ・ラ・サール大学のデカストロ教授は、中国の要求をのむことがドゥテルテの方針になっており、「貿易や交通で『海はみんなのもの』と考えてきた東南アジアの海洋秩序を壊そうとしている」として、南シナ海判決を生かそうとする地域各国との協力を邪魔していると批判した。フィリピン大学のオンダ助教授は、中国による人工島建設が生態系に悪影響を及ぼしており、フィリピン人の食生活にも影響を及ぼしかねないと警鐘を鳴らし、コンチータ・モラレス元行政監察官は、「南シナ海は中国のものでもドゥテルテ氏のものでもなく、フィリピン人のものだ」と強調した。
2019年6月にアメリカが排除を呼びかけているファーウェイの5G製品をフィリピンの通信ネットワークに採用し、同年4月にプライバシーの懸念からファーウェイの顔認証監視システムを導入する予算案を議会が阻止した際も大統領権限で拒否権を発動した。同年7月に国際連合人権理事会で日本などの22カ国が中国の新疆ウイグル再教育収容所などを非難した共同書簡に対抗して中国を支持する書簡を公開したロシア・シリア・北朝鮮・ミャンマーなどの37カ国にフィリピンも加わった。
2020年12月にドゥテルテの護衛に当たる警護隊員らがフィリピンの規制当局が認可していない中国製のCOVID-19ワクチン（BBIBP-CorV）を密輸して、極秘に抜け駆け接種したことが批判された際はこれを擁護し、2021年5月3日に未承認のシノファームのワクチンを自ら接種した。
2021年5月5日に南シナ海の領有権を巡る中国の主張を否定した南シナ海判決についてドゥテルテは、「ただの紙切れに過ぎない」「（判決は）役に立たない。ゴミ箱に捨てよう」と述べ、中国政府と同様の言い回しで判決を否定した。
2021年11月22日、中国とASEAN首脳が開いたオンライン特別会議で、南シナ海を巡る中国とフィリピンの対立が表面化し、ドゥテルテは中国海警局の行動を「嫌悪する」と非難し、中国海警局によるフィリピン民間船への妨害行為についても「他の同じような出来事にも重大な懸念を持っている」と非難した。

### 日本
戦後の日本の経済協力・イスラム武装勢力との和平協議支援などを高く評価しており、親日家という評価がある。2011年3月に発生した東日本大震災の際には海外の自治体の中でいち早く被災者受け入れを表明しており、日本の戦没者供養などにもよく顔を出し、2013年に日本人墓地に記念碑を建立している。また、家族旅行で来日している。
2016年10月25～27日に大統領（国賓）として初来日し、26日に安倍晋三首相と、27日に皇居宮殿で天皇と会見。2019年5月28～31日に再び来日し、31日に安倍首相と会見。同年10月21～22日に来日し、22日に天皇の「即位礼正殿の儀」に参列。
2021年7月8日に新型コロナウイルス感染症対策として、日本政府からフィリピンに無償提供されたAZD1222のワクチン約100万回分がマニラの空軍基地に到着し、ドゥテルテ自ら出迎え、「日本は私たちの強力なパートナーであり続けている」としたうえで、日本政府に対し感謝の意を述べた。
2021年11月17日、岸田文雄首相と電話協議し、2プラス2の開催に向けて検討を進めることを確認し、ドゥテルテは「日本は兄弟より近い友人だ」と語り、鉄道の整備など日本からのインフラ支援に謝意を示した。

### 北朝鮮
2017年6月4日にフィリピンを訪問した日本の内閣総理大臣補佐官河井克行と北朝鮮問題で会談し、「我々は日本と共にある。私は金正恩をバカ者(Idiot)と呼んでいる」と発言した。また、寄港した海上自衛隊のいずもを視察した。
2017年8月に北朝鮮の代表も出席するASEANサミットがマニラで開催される前に北朝鮮の金正恩委員長を「バカ」「ろくでなし」と扱き下ろす発言をしている。
2017年9月にフィリピンが北朝鮮との貿易停止を表明した際はドゥテルテ大統領からの指示が示唆された。なお、フィリピンは北朝鮮にとって第5の貿易相手国だった。

## 2022年の副大統領選挙への不出馬
フィリピンの現行憲法に基づき、大統領の任期は1期6年までで再選は認められていないのでドゥテルテの任期は2022年で切れる。しかしながら根強い支持をバックに影響力維持を狙って、ドゥテルテは娘のサラを大統領選挙に出馬させ、自らは副大統領選挙に立候補する方針だった。しかしながら国内から憲法違反との批判が噴出したためこれを取りやめた。それに伴いドゥテルテは2022年6月の任期満了をもって大統領を退任し、同時に政界からも引退する方針を示した。2022年フィリピン大統領選挙ではフェルディナンド・マルコス元大統領の長男のボンボン・マルコスが大統領、サラが副大統領に当選した。

## 逮捕
国際刑事裁判所(ICC)はドゥテルテが大統領時代に行った薬物犯罪対策において多くの容疑者を超法規的に殺害するなど強硬な取り締まりを行ったことが人道に対する罪にあたる可能性が高いとして捜査を行い、逮捕状を請求。2025年3月9日、フィリピン大統領府はドゥテルテに対し逮捕状が発行されたことを明らかにした。ドゥテルテは香港に滞在中であり、政治集会の演説の中で逮捕は仕方ないとしながらも、国家と子どものためにやったことと主張した。2日後の11日、フィリピン大統領府は国際刑事警察機構(ICPO)を通じて受け取ったICCの逮捕状に基づき、ドゥテルテを首都マニラの空港で逮捕したと発表。空港近くの基地に身柄を移された。12日、ICCはドゥテルテの身柄の引き渡しを受けたと発表した。ドゥテルテは空路でオランダに移送され、ハーグ郊外の勾留施設に収容された。
同年5月のダバオ市長選挙で2位候補の8倍越の得票で圧勝した。副市長選はこれまで市長を務めてきた次男のセバスチャンが圧勝したため、ICC拘束下のドゥテルテの代理として市政を率いる見通しとなった。

## 閣僚
閣僚名簿
| 職名                                    | 氏名                                 | 在職期間                       |
| --------------------------------------- | ------------------------------------ | ------------------------------ |
| 大統領                                  | ロドリゴ・ドゥテルテ                 | 2016年6月30日 –                |
| 副大統領 / 住宅・都市開発調整評議会議長 | レニー・ロブレド                     | 2016年6月30日 –                |
| 官房長官                                | サルバドール・メディアルデア         | 2016年6月30日 –                |
| 大統領府長官                            | レオンシオ・エバシコ・ジュニア       | 2016年6月30日 –                |
| 大統領首席法律顧問                      | サルバドール・パネロ                 | 2016年6月30日 –                |
| 大統領報道官                            | エルネスト・アベーリャ               | 2016年6月30日 –                |
| 大統領首席補佐官                        | クリストファー・ゴー                 | 2016年6月30日 –                |
| 広報業務担当相                          | マーティン・アンダナール             | 2016年6月30日 –                |
| 国家経済開発長官                        | エルネスト・ペルニア                 | 2016年6月30日 –                |
| 農地改革相                              | ラファエル・V・マリアーノ            | 2016年6月30日 –                |
| 農業相                                  | エマニュエル・ピニョール             | 2016年6月30日 –                |
| 予算管理相                              | ベンジャミン・ディオクノ             | 2016年6月30日 –                |
| 教育相                                  | レオノール・ブリオネス               | 2016年6月30日 –                |
| エネルギー相                            | アルフォンソ・クシ                   | 2016年6月30日 –                |
| 環境・天然資源相                        | ジーナ・ロペス                       | 2016年6月30日 –                |
| 財務相                                  | カルロス・ドミンゲス3世              | 2016年6月30日 –                |
| 外務相                                  | パーフェクト・ヤサイ・ジュニア       | 2016年6月30日 – 2017年3月8日   |
| 外務相                                  | エンリケ・マナロ （代行）            | 2017年3月8日 – 2017年5月17日   |
| 外務相                                  | アラン・ピーター・カイタノ           | 2017年5月18日 – 2018年10月17日 |
| 外務相                                  | テオドロ・ロペス・ロクシン・ジュニア | 2018年10月17日 –               |
| 厚生相                                  | ポーリン・ジーン・ロゼル＝ウビアル   | 2016年6月30日 –                |
| 情報・通信技術相                        | ロドルフォ・サラリマ                 | 2016年6月30日 –                |
| 内務・地方自治相                        | イスマエル・スエノ                   | 2016年6月30日 –                |
| 司法相                                  | ビタリアーノ・アギーレ2世            | 2016年6月30日 –                |
| 労働雇用相                              | シルヴェスター・ベーリョ3世          | 2016年6月30日 –                |
| 国防相                                  | デルフィン・ロレンザーナ             | 2016年6月30日 –                |
| 公共事業・高速道路相                    | ラファエル・ヤブート （代行）        | 2016年6月30日 – 2016年7月31日  |
| 公共事業・高速道路相                    | マーク・ビリャール                   | 2016年8月1日 –                 |
| 科学技術相                              | フォルトゥナート・デ・ラ・ペーニャ   | 2016年6月30日 –                |
| 社会福祉・開発相                        | ジュディ・タギワロ                   | 2016年6月30日 –                |
| 観光相                                  | ワンダ・コラソン・テオ               | 2016年6月30日 –                |
| 貿易産業相                              | ラモン・ペレス                       | 2016年6月30日 –                |
| 運輸相                                  | アーサー・トゥガデ                   | 2016年6月30日 –                |

## 家族
長女のサラ・ドゥテルテ＝カルピオはダバオ市長、長男のパオロ・ドゥテルテはダバオ市選出の下院議員、次男のセバスティアン・ドゥテルテはダバオ副市長に当選した。